# Doslidtjärnen
Doslidtjärnen är en sjö i Lycksele kommun i Lappland och ingår i Öreälvens huvudavrinningsområde. Sjön har en area på 0,0389 kvadratkilometer och ligger 271,6 meter över havet.

## Delavrinningsområde
Doslidtjärnen ingår i det delavrinningsområde (713140-165181) som SMHI kallar för Mynnar i Öreälven. Medelhöjden är 286 meter över havet och ytan är 13,4 kvadratkilometer. Det finns inga avrinningsområden uppströms utan avrinningsområdet är högsta punkten. Vattendraget som avvattnar avrinningsområdet har biflödesordning 2, vilket innebär att vattnet flödar genom totalt 2 vattendrag innan det når havet efter 125 kilometer. Avrinningsområdet består mestadels av skog (91 procent). Avrinningsområdet har 0,14 kvadratkilometer vattenytor vilket ger det en sjöprocent på 1 procent.